# Charles Shaar Murray
Charles Shaar Murray (nascido Charles Maximillian Murray, 27 de junho de 1951) é um jornalista de música inglês e radialista. Ele trabalhou na New Musical Express e muitos outros jornais e revistas, também sendo entrevistado para séries de televisão, documentários e reportagens sobre música.

## Biografia
Murray cresceu em Reading, Berkshire, onde frequentou a Reading School aprendeu a tocar gaita e violão. Sua primeira experiência no jornalismo surgiu aos 18 anos, em 1970, quando ele foi convidado a contribuir para a revista satírica Oz. Ele escreveu particularmente para o famoso volume "Schoolkids OZ", e acabou sendo envolvido no consequente processo judicial sobre obscenidade.
Depois, ele escreveu para a  IT (International Times), antes de entrar para a New Musical Express, em 1972. Em seguida, ele trabalhou com vários periódicos, como Q, Mojo, MacUser, New Statesman, Prospect, The Guardian, The Observer, The Daily Telegraph, Vogue, e The Independent.

## Rádio e tevê
Seus trabalhos em rádio e TV incluem:
- "The Seven Ages of Rock" (BBC2, 2007) como consultor de série e entrevistado
- "The South Bank Show" (ITV, 2006) Dusty Springfield - entrevistado
- "Inky Fingers: The NME Story"  (BBC2, 2005) - entrevistado
- "Dancing in the Street" (BBC2) - consultor de série
- "Jazz From Hell: Frank Zappa" (BBC Radio 3) escritor e apresentador[5]
- "Punk Jazz: Jaco Pastorius" (BBC R3) escritor e apresentador
- "The Life and Crimes of Lenny Bruce" (BBC R3) escritor e apresentador

## Música
Ele também já cantou e tocou guitarra e gaita como "Blast Furnace", com a banda Blast Furnace and the Heatwaves e, atualmente, toca em Londres com a banda de blues Crosstown Lightnin'.